# Sistema internazionale di unità di misura

In viola, verde, rosso e giallo gli Stati in cui il sistema internazionale non è l'unico o principale sistema di misurazione al 2019: Canada, Regno Unito, Stati Uniti d'America, Birmania e Liberia.

Il sistema internazionale di unità di misura (in francese: Système international d'unités), abbreviato in SI (pronunciato esse-i), è il più diffuso sistema di unità di misura.
La Convenzione del Metro del 1875 ha posto le basi per un sistema di unità di misura comune, chiamato dal 1961 Sistema Internazionale. Nel corso del tempo si sono aggiunte altre unità di misura di base, fino ad arrivare a sette nel 1971; ognuna di esse è riferita ad una grandezza fisica. Tutte le altre unità di misura si ricavano da queste e sono quindi dette unità derivate.
Alcuni paesi anglosassoni, pur avendo adottato il sistema SI, usano ancora delle unità consuetudinarie, come quelle statunitensi e britanniche.
La difficoltà culturale del passaggio da un sistema all'altro è essenzialmente legata a radici storiche. Il sistema internazionale impiega per la maggior parte unità del sistema metrico decimale nate nel contesto della rivoluzione francese: le unità SI hanno gli stessi nomi e praticamente la stessa grandezza pratica delle unità metriche. Il sistema, basato sulle grandezze tempo-lunghezza massa, era stato inizialmente chiamato Sistema MKS per distinguerlo dal similare Sistema CGS; le sue unità di misura erano metro, chilogrammo e secondo anziché centimetro, grammo, secondo.

## Storia

Gli Stati del mondo per epoca di adozione del Sistema internazionale

Il precursore del SI di misura è il sistema metrico decimale elaborato da una commissione presieduta da Lagrange dal 1791. Tale sistema si diffonde lentamente in Europa, tra cui anche in Italia.
Unità, terminologia e raccomandazioni del SI vengono fissate dalla Conférence générale des poids et mesures (CGPM), "Conferenza generale dei pesi e delle misure", organismo collegato con il Bureau international des poids et mesures (BIPM), "Ufficio internazionale dei pesi e delle misure", organismi creati alla convenzione del Metro del 1875. Il sistema nacque nel 1889 in Francia con la 1ª CGPM: allora si chiamava "Sistema MKS" perché comprendeva solo le unità fondamentali di lunghezza (metro), di massa (chilogrammo) e di tempo (secondo).
Nel 1935, su proposta del fisico Giovanni Giorgi, il sistema fu ampliato per includere delle unità per le grandezze elettriche. Il primo tentativo fu il "Sistema MKS-Ω", adottato dalla Commissione Elettrotecnica Internazionale, in cui era stata inizialmente scelta come grandezza base la resistenza elettrica, con unità di misura costituita dall'ohm. Dopo la guerra, nel 1946, sempre su proposta di Giorgi, la CGPM approvò il passaggio dalla scelta della resistenza elettrica come grandezza base alla corrente elettrica, definendo in secondo luogo come sua unità base l'ampere. Nacque così il "Sistema MKSA", chiamato anche "Sistema Giorgi".
Nel 1954 la 10ª CGPM aggiunse la temperatura assoluta (e l'unità di misura associata: kelvin) e la intensità luminosa (definendo poi come sua unità di misura la candela) come quinta e sesta grandezze fondamentali. Nel 1961 la 11ª CGPM sancisce finalmente la nascita del Sistema internazionale (SI). Nel 1971 la 14ª CGPM aggiunge la quantità di sostanza come grandezza fondamentale, e definisce la mole attraverso il numero di Avogadro.
Nel 2018 la 26ª CGPM ha ridefinito le unità fondamentali in termini di costanti fisiche,  aggiornandosi finalmente con la considerazione dei risultati raggiunti da anni nella disciplina dell'analisi dimensionale.
Quindi oggi il nucleo centrale del SI consiste in ordine logico in:
- scelta delle grandezze fisiche base in base alle leggi fisiche fondamentali delle teorie fisiche considerate universali.
- scelta dei valori delle costanti fisiche fondamentali che compaiono in queste leggi
- definizione dei nomi delle unità di misura delle grandezze base, dette unità base per le sette grandezze fisiche fondamentali, e loro definizione a partire dalle costanti fisiche.

A partire dal nucleo del Sistema Internazionale si possono definire tutte le altre grandezze, che vengono dette derivate.
Queste sono legate alle grandezze base dalle leggi fisiche considerate, e in modo corrispondente lo sono le loro unità di misura.
Il sistema internazionale individua una sola unità di misura per ogni grandezza derivata (su cui si applicano i prefissi), che è sempre un semplice prodotto di potenze delle unità base. Questo consente di eliminare i coefficienti di conversione e di facilitare il più possibile i calcoli dei rapporti tra i valori delle grandezze fisiche in un problema.
Il sistema internazionale di misura viene definito un sistema coerente, in quanto le unità di misura derivate sono esprimibili come semplice prodotto e rapporto tra le grandezze fisiche fondamentali.
Infine, il SI ha definito dei prefissi decimali
e binari da aggiungere alle unità di misura per identificare multipli e sottomultipli.

## Norme di scrittura
Per uniformare la grafia ed evitare errori di interpretazione il SI prevede alcune norme per la scrittura delle unità di misura e dei relativi simboli.

### Scrittura delle unità
Le unità di misura dovrebbero essere scritte per esteso se inserite in un testo discorsivo; la scrittura deve essere in carattere tondo minuscolo e si devono evitare segni grafici come accenti o segni diacritici. Ad esempio, si deve scrivere ampere e non ampère o Ampere.

### Scrittura dei simboli
I simboli (senza prefisso) devono essere indicati con l'iniziale minuscola, con l'eccezione di quelli in cui l'unità di misura è eponima, ossia deriva dal nome di uno scienziato, e di quelli in cui il simbolo del prefisso moltiplicativo è maiuscolo. Per esempio, il simbolo dell'unità di misura della pressione, dedicato a Blaise Pascal, è Pa, invece l'unità di misura viene scritta per esteso in minuscolo: pascal. Il secondo è s e non sec, il grammo è g e non gr, il metro è m e non mt. L'unica eccezione è per il litro, il cui simbolo può essere sia l sia L.
I simboli dei prefissi e delle unità di misura SI sono entità matematiche perciò, a differenza delle abbreviazioni, i simboli del SI non devono essere seguiti dal punto (per il metro: m e non m.); essi devono inoltre stare dopo il valore numerico (per esempio si scrive 20 cm e non cm 20) con uno spazio tra il numero e il simbolo: 2,21 kg, 7,3×102 m². Nelle unità di misura composte (per esempio il newton metro: N m) i simboli delle unità devono essere separati da uno spazio o da un punto a mezza altezza, detto anche punto mediano (·). Non è ammesso l'uso di altri caratteri, come il trattino: per esempio, si può scrivere N m o N·m, ma non N-m. In caso di divisione fra unità di misura, si può usare il carattere /, o la barra orizzontale o un esponente negativo: per esempio J/kg o J kg−1 o J·kg−1.
Un prefisso è parte integrante dell'unità e va apposto al simbolo dell'unità senza spazi (per es. k in km, M in MPa, G in GHz, μ in μg). Non sono permesse combinazioni di prefissi (per es. mμm va scritto come nm). Una unità con prefisso costituisce un'espressione simbolica singola (per es. km² è equivalente a (km)²).
Qualora necessario, gruppi di unità di misura possono essere messi tra parentesi: J/K mol o J/K·mol o J·K−1·mol−1 o J (K·mol)−1.
Per i simboli è opportuno evitare il corsivo e il grassetto allo scopo di differenziarli dalle variabili matematiche e fisiche (per esempio m per la massa e l per la lunghezza).
Occorre anche ricordare che, nonostante il sistema SI ammetta l'uso del plurale per i nomi delle unità di misura (joules, watts, ...), le norme linguistiche italiane stabiliscono, con riferimento ai termini stranieri entrati nel vocabolario italiano, che una volta che ne sono diventati parte, vanno accettati come elementi congelati nella loro essenza irriducibile alle strutture morfologiche di base del sistema flessivo nominale dell'italiano. Quindi non si ammette la scrittura di jouli o watti (come si farebbe invece con litri e metri), ma nemmeno di joules e watts, perché l'italiano non prevede la formazione del plurale dei sostantivi tramite l'aggiunta della desinenza -s o -es.

### Scrittura dei valori numerici
Per raggruppare le cifre della parte intera di un valore numerico a tre a tre partendo da destra bisogna utilizzare lo spazio. Ad esempio, 1 000 000 o 342 142 (in altri sistemi si scrive 1,000,000 o 1.000.000).
Come separatore tra la parte intera e quella frazionaria di un valore numerico (separatore decimale) va usata invece la virgola. Ad esempio, 24,51. Nel 2003 la CGPM ha concesso l'impiego del punto nei testi in inglese.

### Disposizioni di legge
Il SI è un riferimento per molti Stati, come l'Italia, dove l'uso è stato adottato per legge nel D.P.R. n. 802/1982 ai sensi della direttiva del Consiglio CEE del 18 ottobre 1971 (71/354/CEE), modificata il 27 luglio 1976 (76/770/CEE). Il suo uso è obbligatorio nella stesura di atti e documenti con valore legale, tant'è che in difetto gli atti potrebbero essere invalidati.

## Definizione delle grandezze
Il Sistema Internazionale sceglie come base sette particolari grandezze o dimensioni fisiche, dal 2009 descritte dal più generale Sistema Internazionale di Grandezze (ISQ) (norma ISO/IEC 80000, del 2009, che sovrascrive i precedenti standard definiti dal 1992: ISO 31 e ISO 1000):
| Grandezza base        | Simbolo dimensionale |
| --------------------- | -------------------- |
| Intervallo di tempo   | [T]                  |
| Lunghezza             | [L]                  |
| Massa                 | [M]                  |
| Intensità di corrente | [I]                  |
| Temperatura           | [Θ]                  |
| Intensità luminosa    | [J]                  |
| Quantità di sostanza  | [N]                  |

e per definirle si basa su sette costanti fondamentali, riportate in tabella di seguito.
| Costante fondamentale                           | Simbolo |
| ----------------------------------------------- | ------- |
| Frequenza di transizione iperfina del Cesio 133 | ΔνCs    |
| Velocità della luce nel vuoto                   | c       |
| Costante di Planck                              | h       |
| Carica elementare                               | e       |
| Costante di Boltzmann                           | kB      |
| Efficienza luminosa standard                    | Kcd     |
| Numero di Avogadro                              | Na      |

Tutte le altre grandezze sono considerate riducibili a combinazioni di queste grandezze. 
Tutte le altre costanti sono considerate riducibili a combinazioni di queste costanti.

Diagramma che illustra i legami tra le costanti fondamentali e le grandezze scelte come base dal SI

La definizione del nucleo logico del Sistema Internazionale è questa semplice tabella dimensionale: esprime la relazione dimensionale fra le costanti e le grandezze base:
| Costante | Dimensione in grandezze base |
| -------- | ---------------------------- |
| ΔνCs     | [T]-1                        |
| c        | [L] · [T]-1                  |
| h        | [M] ⋅ [L]2 ⋅ [T]-1           |
| e        | [I] ⋅ [T]                    |
| kB       | [M] ⋅ [L]2 ⋅ [T]-2 ⋅ [Θ]-1   |
| Kcd      | [J] ⋅ [T]3 ⋅ [M]-1 ⋅ [L]-2   |
| Na       | [N]-1                        |

Invertendo questa tabella si ricavano le definizioni delle grandezze base come semplice prodotto di potenze a esponente intero delle costanti fondamentali, e successivamente si possono cominciare a scegliere le unità di misura base per le grandezze e i valori delle costanti scelti.

## Scelta delle unità di misura
A questo punto si assegna un nome ad ogni unità di misura che si vuole associare ad una grandezza base:
| Grandezza base        | Nome dell'unità di misura | Simbolo |
| --------------------- | ------------------------- | ------- |
| Intervallo di tempo   | secondo                   | s       |
| Lunghezza             | metro                     | m       |
| Massa                 | chilogrammo               | kg      |
| Intensità di corrente | ampere                    | A       |
| Temperatura assoluta  | kelvin                    | K       |
| Intensità luminosa    | candela                   | cd      |
| Quantità di sostanza  | mole                      | mol     |

Semplicemente sostituendo le unità alle grandezze base nella tabella dimensionale, ne risulta l'espressione delle costanti nelle unità appena definite (e in teoria incognite):
| Definizione                                     | Simbolo | Valore            | Unità base SI        |
| ----------------------------------------------- | ------- | ----------------- | -------------------- |
| Frequenza di transizione iperfina del Cesio 133 | ΔνCs    | 9 192 631 770     | s−1                  |
| Velocità della luce nel vuoto                   | c       | 299 792 458       | m · s−1              |
| Costante di Planck                              | h       | 6,62607015×10−34  | kg ⋅ m² ⋅ s−1        |
| Carica elementare                               | e       | 1,602176634×10−19 | A ⋅ s                |
| Costante di Boltzmann                           | kB      | 1,380649×10−23    | kg ⋅ m² ⋅ s−2 ⋅ K−1  |
| Efficienza luminosa standard                    | Kcd     | 683               | lm ⋅ s³ ⋅ kg−1 ⋅ m−2 |
| Costante di Avogadro                            | NA      | 6,02214076×1023   | mol−1                |

Invertendo questa corrispondenza tra le costanti fisiche e le unità di misura si ricavano le definizioni delle unità di misura base.
Il sistema internazionale corrisponde alla combinazione di questi valori (esatti a partire dall'ultima revisione del 2018) per le costanti fondamentali, scelti a posteriori in modo da fare coincidere le misure effettive delle unità base appena definite con quelle delle unità corrispondenti che sono state definite in precedenza nel corso della Storia del sistema metrico, su base empirica:
| Definizione                                     | Simbolo | Valore            |
| ----------------------------------------------- | ------- | ----------------- |
| Frequenza di transizione iperfina del Cesio 133 | ΔνCs    | 9 192 631 770     |
| Velocità della luce nel vuoto                   | c       | 299 792 458       |
| Costante di Planck                              | h       | 6,62607015×10−34  |
| Carica elementare                               | e       | 1,602176634×10−19 |
| Costante di Boltzmann                           | kB      | 1,380649×10−23    |
| Efficienza luminosa standard                    | Kcd     | 683               |
| Numero di Avogadro                              | Na      | 6,02214076×1023   |

Per le unità naturali, invece, i valori delle costanti hanno valori matematici unitari o notevoli.

## Grandezze e unità derivate
L'insieme delle teorie fisiche su cui si fonda il Sistema Internazionale permette di dedurre tutte le grandezze fisiche a partire dalle sette grandezze fondamentali illustrate.
In secondo luogo, le unità di misura che il Sistema Internazionale ha scelto per queste grandezze derivate è stato concepito in modo da rendere il più possibile intuitivo il calcolo dei valori numerici: ciò è stato possibile studiando la matematizzazione sistematica dell'analisi dimensionale.
Definendo le unità derivate come semplici prodotti di potenze (solitamente a esponente intero) di unità base, è possibile calcolare i valori delle grandezze derivate eliminando i fattori di conversione tipici dei sistemi tecnici e variabili da un sistema tecnico all'altro.
Le grandezze fisiche derivate si possono così ottenere dalla combinazione per moltiplicazione o divisione delle grandezze fisiche fondamentali senza fattori numerici di conversione. Molte di esse hanno nomi particolari (ad esempio la grandezza derivata "joule/secondo" è chiamata anche "watt"). Verificando la relazione tra le grandezze fisiche derivate e le grandezze fisiche fondamentali non solo si vede la relazione esistente tra due grandezze fisiche ma, attraverso l'analisi dimensionale, si può verificare la correttezza sui calcoli e/o equazioni di una legge fisica.
| Grandezza fisica                                               | Simbolo della grandezza fisica | Nome dell'unità SI        | Simbolo dell'unità SI | Equivalenza in termini di unità fondamentali SI | Equivalenza in termini di unità fondamentali SI |
| -------------------------------------------------------------- | ------------------------------ | ------------------------- | --------------------- | ----------------------------------------------- | ----------------------------------------------- |
| Nomi e simboli speciali                                        |                                |                           |                       |                                                 |                                                 |
| frequenza                                                      | f, {\textstyle \nu }           | hertz                     | Hz                    | s−1                                             |                                                 |
| forza                                                          | F                              | newton                    | N                     | kg · m · s−2                                    |                                                 |
| pressione                                                      | p                              | pascal                    | Pa                    | N · m−2                                         | kg · m−1 · s−2                                  |
| energia, lavoro, calore, entalpia                              | E, W/L, Q, H                   | joule                     | J                     | N · m                                           | kg · m2 · s−2                                   |
| potenza                                                        | P                              | watt                      | W                     | J · s−1                                         | kg · m2 · s−3                                   |
| viscosità dinamica                                             | μ, η                           | poiseuille                | Pl                    | Pa · s                                          | m−1 · kg · s−1                                  |
| carica elettrica                                               | q                              | coulomb                   | C                     | A · s                                           |                                                 |
| potenziale elettrico, forza elettromotrice, tensione elettrica | V, fem                         | volt                      | V                     | J · C−1                                         | m² · kg · s−3 · A−1                             |
| resistenza elettrica                                           | R                              | ohm                       | Ω                     | V · A−1                                         | m² · kg · s−3 · A−2                             |
| conduttanza elettrica                                          | G                              | siemens                   | S                     | A · V−1                                         | s³ · A² · m−2 · kg−1                            |
| capacità elettrica                                             | C                              | farad                     | F                     | C · V−1                                         | s4 · A2 · m−2 · kg−1                            |
| densità flusso magnetico                                       | B                              | tesla                     | T                     | V · s · m−2                                     | kg · s−2 · A−1                                  |
| flusso magnetico                                               | Φ(B)                           | weber                     | Wb                    | V · s                                           | m² · kg · s−2 · A−1                             |
| induttanza                                                     | L                              | henry                     | H                     | V · s · A−1                                     | m² · kg · s−2 · A−2                             |
| temperatura                                                    | T                              | grado Celsius             | °C                    | K                                               |                                                 |
| angolo piano                                                   | α, φ, θ                        | radiante                  | rad                   | 1                                               | m · m−1                                         |
| angolo solido                                                  | Ω                              | steradiante               | sr                    | 1                                               | m² · m−2                                        |
| flusso luminoso                                                | Φ(l), J                        | lumen                     | lm                    | cd · sr                                         |                                                 |
| illuminamento                                                  | El                             | lux                       | lx                    | cd · sr · m−2                                   |                                                 |
| potere diottrico                                               | Do                             | diottria                  | D                     | m−1                                             |                                                 |
| attività di un radionuclide                                    | AR                             | becquerel                 | Bq                    | s−1                                             |                                                 |
| dose assorbita                                                 | D                              | gray                      | Gy                    | J · kg−1                                        | m² · s−2                                        |
| dose equivalente, dose efficace                                | H, EH                          | sievert                   | Sv                    | J · kg−1                                        | m² · s−2                                        |
| attività catalitica                                            |                                | katal                     | kat                   | mol · s−1                                       |                                                 |
| Altre grandezze fisiche                                        |                                |                           |                       |                                                 |                                                 |
| area                                                           | A                              | metro quadro              | m²                    | m²                                              |                                                 |
| volume                                                         | V                              | metro cubo                | m³                    | m³                                              |                                                 |
| velocità                                                       | v                              | metro al secondo          | m/s                   | m · s−1                                         |                                                 |
| accelerazione                                                  | a                              |                           | m/s²                  | m · s−2                                         |                                                 |
| velocità angolare                                              | ω                              |                           |                       | rad · s−1                                       | s−1                                             |
| accelerazione angolare                                         | α, ϖ                           |                           |                       | rad · s−2                                       | s−2                                             |
| densità                                                        | ρ, d                           | chilogrammo al metro cubo | kg/m³                 | kg · m−3                                        |                                                 |
| molarità SI                                                    | M                              |                           |                       | mol · dm−3                                      |                                                 |
| volume molare                                                  | Vm                             |                           |                       | m3 · mol−1                                      |                                                 |

## Prefissi
Alle unità SI si aggiungono solitamente dei prefissi decimali per cambiare la scala di misurazione e rendere così i valori numerici né troppo grandi, né troppo piccoli. Per fare questo è utile passare attraverso la notazione scientifica. Ad esempio, la radiazione elettromagnetica nel campo del visibile ha lunghezze d'onda pari circa a 0,0000005 m che, più comodamente, è possibile scrivere in notazione scientifica come 5,0×10−7 m, quindi introducendo il prefisso SI "nano-", semplicemente come 500 nm.
Si noti, ad evitare ambiguità, l'importanza di distinguere correttamente i simboli maiuscoli e minuscoli. 
Non è permesso utilizzare più prefissi in cascata: ad esempio non si può scrivere 10000 m = 10 km = 1 dakm (un deca chilometro).
| 10n   | Prefisso | Simbolo | Nome             | Equivalente decimale                      |
| ----- | -------- | ------- | ---------------- | ----------------------------------------- |
| 1030  | quetta   | Q       | Quintilione      | 1 000 000 000 000 000 000 000 000 000 000 |
| 1027  | ronna    | R       | Quadriliardo     | 1 000 000 000 000 000 000 000 000 000     |
| 1024  | yotta    | Y       | Quadrilione      | 1 000 000 000 000 000 000 000 000         |
| 1021  | zetta    | Z       | Triliardo        | 1 000 000 000 000 000 000 000             |
| 1018  | exa      | E       | Trilione         | 1 000 000 000 000 000 000                 |
| 1015  | peta     | P       | Biliardo         | 1 000 000 000 000 000                     |
| 1012  | tera     | T       | Bilione          | 1 000 000 000 000                         |
| 109   | giga     | G       | Miliardo         | 1 000 000 000                             |
| 106   | mega     | M       | Milione          | 1 000 000                                 |
| 103   | chilo    | k       | Mille            | 1 000                                     |
| 102   | etto     | h       | Cento            | 100                                       |
| 101   | deca     | da      | Dieci            | 10                                        |
| 100   |          |         | Uno              | 1                                         |
| 10−1  | deci     | d       | Decimo           | 0,1                                       |
| 10−2  | centi    | c       | Centesimo        | 0,01                                      |
| 10−3  | milli    | m       | Millesimo        | 0,001                                     |
| 10−6  | micro    | µ       | Milionesimo      | 0,000 001                                 |
| 10−9  | nano     | n       | Miliardesimo     | 0,000 000 001                             |
| 10−12 | pico     | p       | Bilionesimo      | 0,000 000 000 001                         |
| 10−15 | femto    | f       | Biliardesimo     | 0,000 000 000 000 001                     |
| 10−18 | atto     | a       | Trilionesimo     | 0,000 000 000 000 000 001                 |
| 10−21 | zepto    | z       | Triliardesimo    | 0,000 000 000 000 000 000 001             |
| 10−24 | yocto    | y       | Quadrilionesimo  | 0,000 000 000 000 000 000 000 001         |
| 10−27 | ronto    | r       | Quadriliardesimo | 0,000 000 000 000 000 000 000 000 001     |
| 10−30 | quecto   | q       | Quintilionesimo  | 0,000 000 000 000 000 000 000 000 000 001 |

Nel 1998 il SI ha introdotto i prefissi per multipli binari per evitare che i prefissi standard, relativi a multipli decimali, vengano usati per i multipli binari, che di regola andrebbero usati ad esempio per indicare i multipli binari dei byte; è comunque ancora usata la convenzione secondo cui, quando l'unità di misura è il byte o quelle da essa derivata, per kilo si intenda 1 024 e non 1 000, anche se si tratta in realtà di un errore.
I prefissi per i multipli binari hanno lo scopo di operare secondo le potenze di 2 invece che secondo le potenze di 10.
Il simbolo è quello standard con l'aggiunta di "i".
Così 1 kB equivale in realtà a 1000 B, mentre 1 kiB equivale a 1024 B. Un hard-disk da 2 TB ha capacità pari a 2000000000000 B o di ~1,819 tebibyte, un computer con memoria da 4 gibibyte ha una capacità di 4294967296 B o di ~4,295 GB.

## Unità non SI

### Unità non SI accettate dal Sistema Internazionale
Queste unità vengono accettate accanto a quelle ufficiali del SI in quanto il loro uso è tutt'oggi molto diffuso in tutta la popolazione anche non di ambiente scientifico. Il loro uso è tollerato per permettere agli studiosi di far capire le loro ricerche a un pubblico molto ampio, anche di non esperti nel settore.  Questa categoria contiene soprattutto unità di tempo e di angoli. Anche i simboli ° ′ ″ andrebbero tenuti distanziati dal valore numerico: per esempio, «2 °C» è la forma corretta, mentre è errata la scrittura «2°C».
| Nome                    | Simbolo | Equivalenza in termini di unità fondamentali SI |
| ----------------------- | ------- | ----------------------------------------------- |
| minuto primo            | min     | 1 min = 60 s                                    |
| ora                     | h       | 1 h = 60 min = 3600 s                           |
| giorno                  | d       | 1 giorno = 24 h = 1440 min = 86400 s            |
| litro                   | l, L    | 1 L = 1 dm³ = 1×10−3 m³                         |
| grado d'arco            | °       | 1° = (π/180) rad                                |
| minuto primo (angolo)   | ′       | 1′ = (1/60)° = (π/10 800) rad                   |
| minuto secondo (angolo) | ″       | 1″ = (1/60)′ = (π/648 000) rad                  |
| ettaro                  | ha      | 1 ha = 1 hm² = 1×104 m²                         |
| tonnellata              | t       | 1 t = 1 Mg = 1×103 kg = 1×106 g                 |

### Unità non SI accettate perché più precise
Fino al 2019 queste unità sono accettate perché quelle previste dal SI sono ricavate mediante relazioni fisiche che includono costanti non conosciute con precisione sufficiente. In questo caso si tollera l'uso di unità non ufficiali per la maggiore precisione.
Con la definizione delle unità base tramite costanti fisiche, il valore è stato precisato.
| Nome                   | Simbolo | Equivalenza in termini di unità fondamentali SI (2016) | Equivalenza in termini di unità fondamentali SI (2019) |
| ---------------------- | ------- | ------------------------------------------------------ | ------------------------------------------------------ |
| elettronvolt           | eV      | 1 eV = 1,60217653(14)×10−19 J                          | 1 eV = 1,602176634×10−19 J                             |
| unità di massa atomica | u       | 1 u = 1 Da = 1,66053886(28)×10−27 kg                   | 1 u = 1 Da = 1,66053906660(50)×10−27 kg                |
| unità astronomica      | ua      | 1 au = 1,49597870691(6)×1011 m                         | 1 au = 149597870700 m                                  |

### Altre unità non SI attualmente accettate
Queste unità sono usate in ambiti commerciali, medici, legali e nella navigazione. Queste unità dovrebbero essere definite in relazione al SI in ogni documento in cui vengono usate. Il loro uso è però scoraggiato.
| Nome                   | Simbolo | Equivalenza in termini di unità fondamentali SI             |
| ---------------------- | ------- | ----------------------------------------------------------- |
| ångström               | Å       | 1 Å = 0,1 nm = 1×10−10 m                                    |
| miglio nautico         | nm      | 1 miglio nautico = 1852 m                                   |
| nodo                   | kn      | 1 nodo = 1 miglio nautico all'ora = (1 852/3 600) m/s       |
| barn                   | b       | 1 b = 100 fm² = 1×10−28 m²                                  |
| bar                    | bar     | 1 bar = 0,1 MPa = 100 kPa = 1 000 hPa = 105 Pa              |
| millimetro di mercurio | mmHg    | 1 mmHg ≈ 133,322 Pa                                         |
| neper                  | Np      | 1 Np = e qualsiasi unità fondamentale del SI                |
| bel                    | B       | 1 B = (ln 10)/2 Np = 10 qualsiasi unità fondamentale del SI |